# Brotherhood (serie televisiva 2015)
Brotherhood è una sitcom britannica trasmessa dal 2 giugno al 21 luglio 2015 su Comedy Central.
In Italia è stata trasmessa su Comedy Central dal 7 al 28 settembre 2015.

## Trama
La serie ruota intorno a tre fratelli: Dan (25 anni), Toby (23 anni) e Jamie (14 anni). Da quando la madre è morta sei mesi prima degli eventi della serie, Dan e Toby sono diventati i guardiani di Jamie che non parla dalla morte. I due devono anche togliere la loro zia Debbie perché crede che lei dovrebbe essere l'unica a prendersi cura di Jamie.

## Episodi

### Prima ed unica stagione (2015)
| n° | Titolo originale | Titolo italiano | Prima TV UK    | Prima TV Italia   |
| -- | ---------------- | --------------- | -------------- | ----------------- |
| 1  | School           | Scuola          | 2 giugno 2015  | 7 settembre 2015  |
| 2  | Poppy            | Poppy           | 9 giugno 2015  | 7 settembre 2015  |
| 3  | Language         | Lingue diverse  | 16 giugno 2015 | 14 settembre 2015 |
| 4  | Birthday         | Compleanno      | 23 giugno 2015 | 14 settembre 2015 |
| 5  | Mating           | Coppie          | 30 giugno 2015 | 21 settembre 2015 |
| 6  | Pregnant         | Incinta         | 7 luglio 2015  | 21 settembre 2015 |
| 7  | Work             | Lavoro          | 14 luglio 2015 | 28 settembre 2015 |
| 8  | Dad              | Papà            | 21 luglio 2015 | 28 settembre 2015 |

## Personaggi e interpreti
- Dan, interpretato da Ben Ashenden
- Toby, interpretato da Johnny Flynn
- Jamie, interpretato da Scott Folan
- Miss Pemberton, interpretata da Gemma Chan
- Poppy, interpretata da Ellie Taylor
- Zia Debbie, interpretata da Sarah Hadland